# Modelo de pronóstico de ciclones tropicales

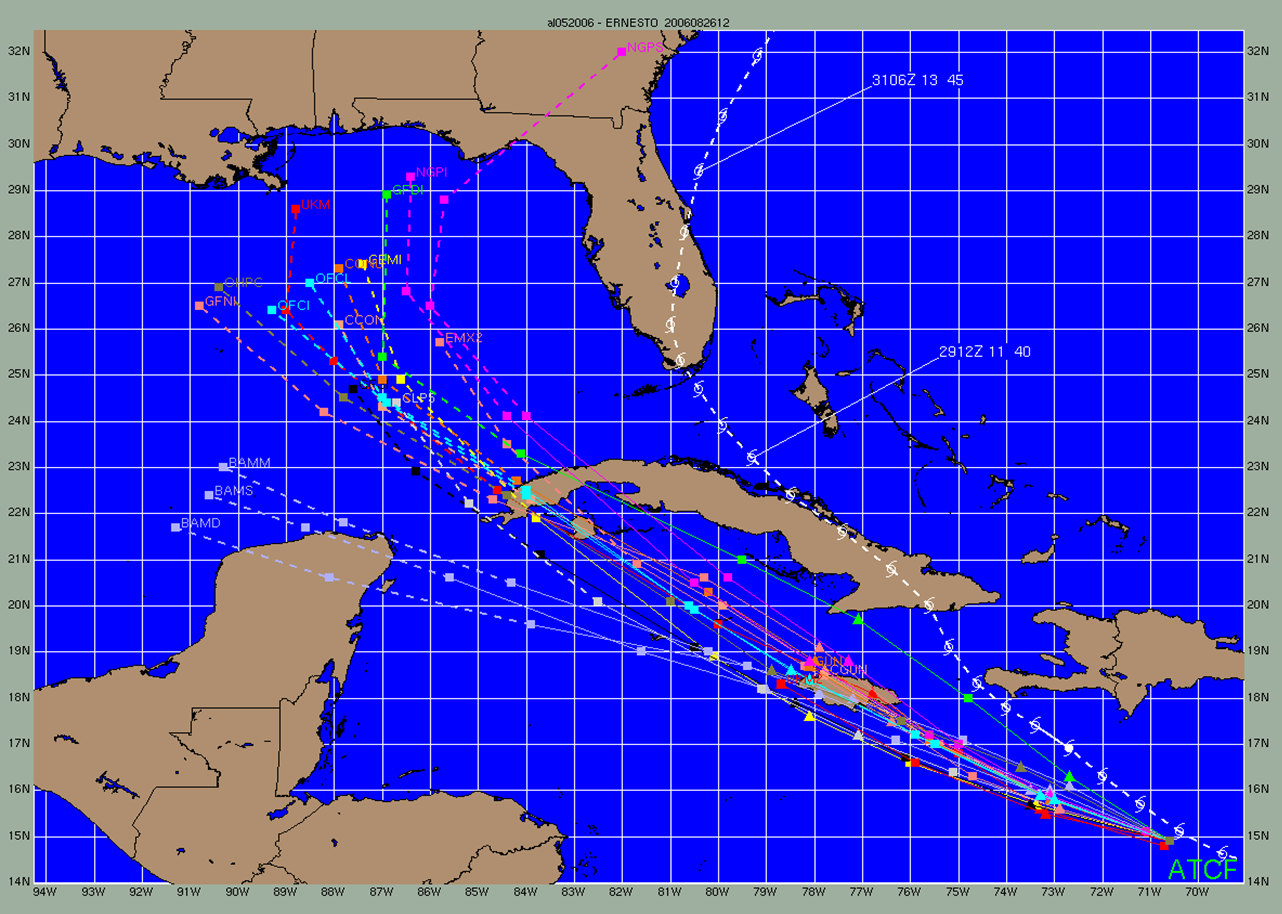
En ocasiones se siguen produciendo importantes errores de trayectoria, como se observa en este pronóstico temprano de Ernesto (2006). El pronóstico oficial del NHC es azul claro, mientras que la trayectoria real de la tormenta es la línea blanca sobre Florida.

Un modelo de pronóstico de ciclones tropicales es un programa informático que utiliza datos meteorológicos para pronosticar aspectos del estado futuro de los ciclones tropicales. Existen tres tipos de modelos: estadísticos, dinámicos o combinados estadístico-dinámicos. Los modelos dinámicos utilizan potentes supercomputadoras con sofisticados programas de modelación matemática y datos meteorológicos para calcular las condiciones meteorológicas futuras. Los modelos estadísticos pronostican la evolución de un ciclón tropical de forma más sencilla, extrapolando conjuntos de datos históricos, por lo que pueden ejecutarse rápidamente en plataformas como las computadoras personales. Los modelos estadístico-dinámicos utilizan aspectos de ambos tipos de pronóstico. Existen cuatro tipos principales de pronóstico para los ciclones tropicales: trayectoria, intensidad, marejada ciclónica y precipitaciones. Los modelos dinámicos no se desarrollaron hasta las décadas de 1970 y 1980, y los primeros esfuerzos se centraron en el problema de las marejadas ciclónicas.
Hasta la década de 1980, los modelos de trayectoria no mostraron habilidad de pronóstico en comparación con los modelos estadísticos. Los modelos estadístico-dinámicos se utilizaron entras las décadas de 1970 y 1990. Los primeros modelos utilizan datos de ejecuciones anteriores del modelo, mientras que los últimos producen resultados después de que se haya enviado el pronóstico oficial de huracanes. El uso de pronósticos de consenso, conjunto y superconjunto reduce los errores más que cualquier modelo de pronóstico individual. Tanto las pronóstico de consenso como los de superconjunto pueden utilizar la orientación de las ejecuciones de modelos globales y regionales para mejorar el rendimiento más que cualquiera de sus respectivos componentes. Las técnicas utilizadas en el Centro Conjunto de Advertencia de Tifones indican que las pronósticos superconjuntos son una herramienta muy potente para la previsión de trayectorias.

## Orientación estadística

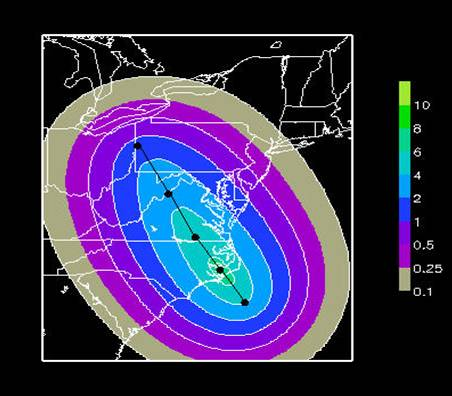
r-CLIPER para el huracán Isabel (2003).

La primera orientación estadística utilizada por el Centro Nacional de Huracanes fue la Técnica Analógica de Huracanes (HURRAN; Hurricane Analog Technique), que estuvo disponible en 1969.  Utilizaba la recién desarrollada base de datos de ciclones tropicales del Atlántico Norte para encontrar tormentas con trayectorias similares.  A continuación, desplazaba sus trayectorias a través de la trayectoria actual de la tormenta, y utilizaba la ubicación, la dirección y la velocidad de movimiento y la fecha para encontrar análogos adecuados. El método funcionaba bien con las tormentas al sur del paralelo 25 que aún no habían girado hacia el norte, pero mal con los sistemas cercanos o posteriores a la recurvatura. Desde 1972, el modelo estadístico de Climatología y Persistencia (CLIPER) se ha utilizado para ayudar a generar pronósticos de trayectorias de ciclones tropicales. En la era de los pronósticos dinámicos hábiles, CLIPER se utiliza ahora como la línea de base para mostrar la habilidad del modelo y del pronosticador. El Pronóstico Estadístico de Intensidad de Huracanes (SHIFOR; Statistical Hurricane Intensity Forecast) se ha utilizado desde 1979 para el pronóstico de intensidad de ciclones tropicales. Utiliza la climatología y la persistencia para predecir la intensidad futura, incluyendo el día juliano actual, la intensidad actual del ciclón, la intensidad del ciclón hace 12 horas, la latitud y longitud iniciales del ciclón, así como sus componentes de movimiento zonal (este-oeste) y meridional (norte-sur).
Entre la década de 1960 y 1990 se desarrollaron una serie de modelos estadístico-dinámicos, que utilizaban ecuaciones de regresión basadas en los resultados del CLIPER y en los últimos resultados de los modelos de ecuaciones primitivas realizados en el Centro Meteorológico Nacional de Estados Unidos (entonces parte de los Centros Nacionales de Predicción Ambiental) y que recibieron los nombres de NHC73, NHC83, NHC90, NHC91 y NHC98. En el campo del pronóstico de la trayectoria de los ciclones tropicales, a pesar de la mejora constante de la orientación de los modelos dinámicos que se produjo con el aumento de la potencia de cálculo, no fue hasta la década de 1980 cuando la predicción numérica del tiempo mostró su habilidad y hasta la década de 1990 cuando superó sistemáticamente a los modelos estadísticos o dinámicos simples. En 1994, se creó una versión de SHIFOR para el noroeste del Océano Pacífico para la pronóstico de tifones, conocida como Pronóstico Estadístico de Intensidad de Tifones (STIFOR; Statistical Typhoon Intensity Forecast), que utilizaba los datos de 1971-1990 para esa región para desarrollar pronósticos de intensidad hasta 72 horas en el futuro.
En lo que respecta a la pronóstico de la intensidad, el Sistema Estadístico de Pronóstico de la Intensidad de los Huracanes (SHIPS; Statistical Hurricane Intensity Prediction Scheme) utiliza las relaciones entre las condiciones ambientales del Sistema Global de Predicción (GFS; Global Forecast System), como la cizalladura vertical del viento y las temperaturas de la superficie del mar, la climatología y la persistencia (comportamiento de la tormenta) mediante técnicas de regresión múltiple para elaborar un pronóstico de la intensidad de los sistemas en el Atlántico norte y el Pacífico noreste. Para el Pacífico noroccidental y el hemisferio sur se desarrolló un modelo similar conocido como Sistema Estadístico de Pronóstico de la Intensidad (STIPS), que tiene en cuenta las interacciones terrestres a través de las condiciones ambientales de entrada del modelo del Sistema Operativo de Predicción Global de la Armada (NOGAPS; Navy Operational Global Prediction System). La versión de SHIPS con un componente de decaimiento hacia el interior se conoce como Decay SHIPS (DSHIPS).  El Modelo de Ecuación de Crecimiento Logístico (LGEM; Logistic Growth Equation Model) utiliza las mismas entradas que SHIPS pero dentro de un sistema de predicción dinámico simplificado. Dentro del pronóstico de precipitaciones de ciclones tropicales, el modelo de Climatología y Persistencia de las Precipitaciones (r-CLIPER) se desarrolló utilizando datos de precipitaciones por microondas procedentes de satélites de órbita polar sobre el océano y mediciones de precipitaciones de primer orden desde tierra, para obtener una distribución realista de las precipitaciones de los ciclones tropicales basada en el pronóstico de la trayectoria del Centro Nacional de Huracanes. Está operativo desde 2004. Se ha desarrollado un modelo estadístico-paramétrico de radios de viento para su uso en el Centro Nacional de Huracanes y el Centro Conjunto de Advertencia de Tifones que utiliza la climatología y la persistencia para predecir la estructura del viento hasta cinco días en el futuro.

## Orientación dinámica

Ejemplo de ejecución de SLOSH.

El primer modelo dinámico de pronóstico de trayectoria de huracanes, el  Modelo Barotrópico Sanders de Predicción de la Trayectoria de Ciclones Tropicales (SANBAR; Sanders Barotropic Tropical Cyclone Track Prediction Model), fue introducido en 1970 y fue utilizado por el Centro Nacional de Huracanes como parte de su guía operacional de trayectoria hasta 1989. Se basaba en un conjunto simplificado de ecuaciones dinámicas atmosféricas (la formulación barotrópica equivalente) utilizando un viento medio de capa profunda.
En 1972, se desarrolló el primer modelo de pronóstico de marejadas ciclónicas a lo largo de la plataforma continental de Estados Unidos, conocido como Programa Especial para Listar la Amplitud de las Marejadas Ciclónicas (SPLASH; Special Program to List the Amplitude of Surges from Hurricanes). En 1978, comenzó a funcionar el primer modelo de seguimiento de huracanes de física completa basado en la dinámica atmosférica: el modelo de malla fina móvil (MFM). El modelo cuasi-lagrangiano de área limitada (QLM) es un modelo de ecuaciones primitivas multinivel que utiliza una malla cartesiana y el Sistema Global de Predicción (GFS; Global Forecast System) para las condiciones de contorno. A principios de la década de 1980, se descubrió que la asimilación de vientos obtenidos por satélite a partir de imágenes de vapor de agua, infrarrojas y visibles obtenidas por satélite mejoraba el pronóstico de la trayectoria de los ciclones tropicales. El modelo de huracanes del Laboratorio de Dinámica de Fluidos Geofísicos (GFDL; Geophysical Fluid Dynamics Laboratory) se utilizó con fines de investigación entre 1973 y mediados de la década de 1980.  Una vez que se determinó que podía mostrar habilidad en el pronóstico de huracanes, una transición de varios años transformó el modelo de investigación en un modelo operativo que pudo ser utilizado por el Servicio Meteorológico Nacional tanto para el pronóstico de la trayectoria como de la intensidad en 1995. Para 1985, se había desarrollado el modelo Mar, Lago, Tierra, Marejada ciclónica (SLOSH; Sea Lake and Overland Surges from Hurricanes) para su uso en áreas del Golfo de México y cerca de la costa este de Estados Unidos, que era más robusto que el modelo SPLASH.
El Modelo de Advección Beta (BAM; Beta Advection Model) se ha utilizado operativamente desde 1987 utilizando vientos de dirección promediados a través de la capa de 850 hPa a 200 hPa y el efecto Beta que hace que una tormenta se desvíe hacia el noroeste debido a las diferencias en el efecto coriolis a través del ciclón tropical. Cuanto mayor sea el ciclón, mayor será probablemente el impacto del efecto beta. A partir de 1990, tres versiones del BAM se ejecutaron operacionalmente: el BAM superficial (BAMS) vientos medios en una capa de 850 hPa a 700 hPa, el BAM Medio (BAMM) que utiliza vientos medios en una capa de 850 hPa a 400 hPa, y el BAM Profundo (BAMD) que es el mismo que el BAM anterior a 1990. Para un huracán débil sin actividad tormentosa central bien desarrollada, BAMS funciona bien, porque las tormentas débiles tienden a ser dirigidas por los vientos de bajo nivel. A medida que la tormenta se hace más fuerte y la actividad tormentosa asociada cerca de su centro se hace más profunda, BAMM y BAMD se vuelven más precisos, ya que este tipo de tormentas son dirigidas más por los vientos en el nivel superior.  Si el pronóstico de las tres versiones es similar, el pronosticador puede concluir que la incertidumbre es mínima, pero si las versiones varían mucho, el pronosticador tiene menos confianza en la trayectoria prevista debido a la mayor incertidumbre. Las grandes diferencias entre las predicciones de los modelos también pueden indicar cizalladura del viento en la atmósfera, lo que también podría afectar al pronóstico de intensidad.
Probado en 1989 y 1990, el modelo Vic Ooyama Barotropic (VICBAR) utilizaba una representación de variables mediante splines cúbicos B para el análisis objetivo de observaciones y soluciones de las ecuaciones de predicción de aguas superficiales en dominios anidados, con las condiciones de contorno definidas como el modelo de pronóstico global. Se implementó operativamente como modelo Barotrópico de Transformada Senoidal de Área Limitada (LBAR; Limited Area Sine Transform Barotropic) en 1992, utilizando el GFS para las condiciones de contorno. En 1990, Australia había desarrollado su propio modelo de marejada ciclónica que podía ejecutarse en pocos minutos en una computadora personal. La Agencia Meteorológica de Japón (AMJ) desarrolló su propio Modelo de Tifón (TYM; Typhoon Model) en 1994, y en 1998, la agencia comenzó a utilizar su propio modelo dinámico de marejada ciclónica.

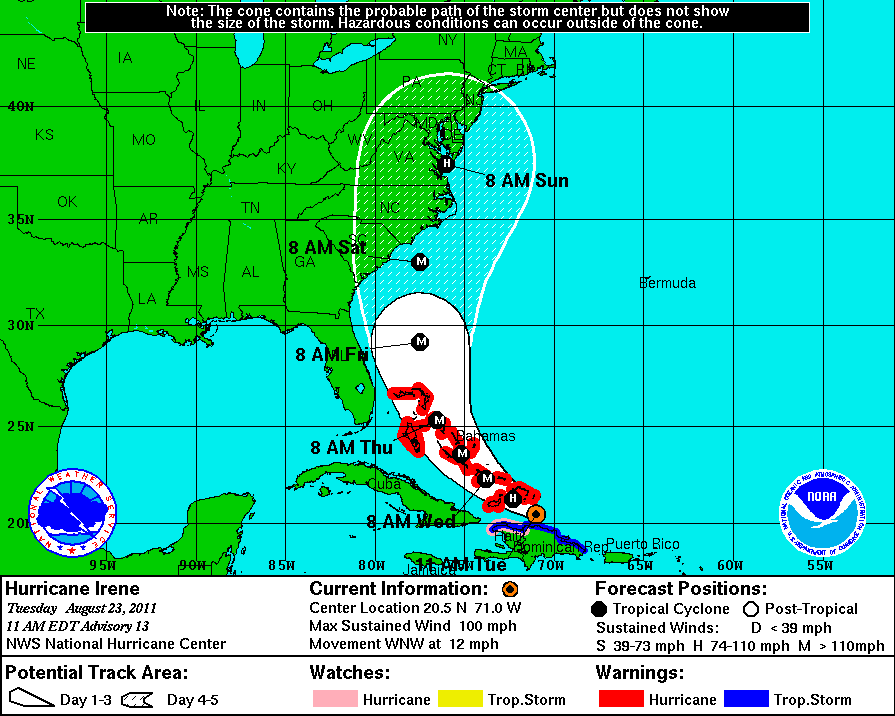
Predicción de la NOAA para el huracán Irene.

El modelo de Investigación y Pronóstico Meteorológico de Huracanes (HWRF; Hurricane Weather Research and Forecasting) es una versión especializada del modelo de Investigación y Pronóstico Meteorológico (WRF; Weather Research and Forecasting) y se utiliza para pronosticar la trayectoria y la intensidad de los ciclones tropicales. El modelo fue desarrollado por la Oficina Nacional Oceánica y Atmosférica (NOAA), el Laboratorio de Investigación Naval de EE.UU., la Universidad de Rhode Island y la Universidad Estatal de Florida. Entró en funcionamiento en 2007. A pesar de las mejoras en el pronóstico de la trayectoria, los pronósticos de la intensidad de un ciclón tropical basados en la predicción meteorológica numérica siguen siendo un reto, ya que los métodos estadísticos siguen mostrando una mayor habilidad que la orientación dinámica.
Además de las orientaciones especializadas, existen orientaciones mundiales usadas para la trayectoria y la intensidad como las siguientes:
- Modelo GFS.
- Modelo Unificado (UKMET) de Reino Unido.
- Modelo NOGAPS.
- Modelo Espectral Mundial japonés (GSM; Global Spectral Model)
- Modelo del Centro Europeo de Previsiones Meteorológicas a Plazo Medio (ECMWF; European Centre for Medium-Range Weather Forecasts)
- Modelos Acción de Investigación de Pequeña Escala y Gran Escala (ARPEGE; Action de Recherche Petite Echelle Grande Echelle) e Inicialización de Adaptación Dinámica de Área Limitada (ALADIN; Aire Limit'ee Adaptation Dynamique Initialisation) de Francia.
- Modelo del Centro Nacional de Previsiones Meteorológicas a Plazo Medio de la India (NCMRWF; National Centre for Medium Range Weather Forecasting).
- Modelos del Sistema Global de Asimilación y Predicción de Datos (GDAPS; Global Data Assimilation and Prediction System) y Sistema Regional de Asimilación y Predicción de Datos (RDAPS; Regional Data Assimilation and Prediction System) de Corea.
- Modelo Espectral Regional Operativo (ORSM; Operational Regional Spectral Model) de Hong Kong/China
- Modelo Multiescala Global Ambiental (GEM; Global Environmental Multiscale Model) de Canadá.

### Oportunidad
Algunos modelos no producen resultados con la rapidez suficiente para ser utilizados en el ciclo de pronóstico inmediatamente después de que el modelo empiece a funcionar (incluidos HWRF, GFDL y FSSE). La mayoría de los modelos de trayectoria mencionados (excepto CLIPER) requieren datos de modelos meteorológicos globales, como el GFS, que producen resultados unas cuatro horas después de las horas sinópticas de 00:00, 06:00, 12:00 y 18:00 Tiempo Universal Coordinado (UTC). Para la mitad de sus pronósticos, el NHC emite pronósticos sólo tres horas después de esa hora, por lo que algunos modelos tempranos (NHC90, BAM y LBAR) se ejecutan utilizando una pronóstico de hace 12 horas para la hora actual. Los modelos tardíos, como el GFS y el GFDL, terminan cuando ya se ha emitido el aviso. Estos modelos se interpolan a la posición actual de la tormenta para su uso en el siguiente ciclo de pronóstico, por ejemplo, el GFDI, la versión interpolada del modelo GFDL.

## Métodos de consenso

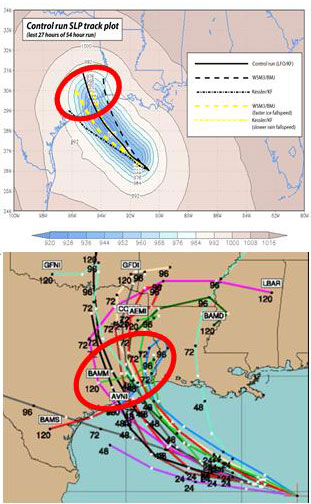
Arriba: Simulación del modelo WRF de la trayectoria del huracán Rita. Abajo: La extensión de los pronósticos del conjunto multimodelo del NHC.

El uso de un consenso de modelos de pronóstico reduce el error de predicción. El modelo GUNA es un consenso de las versiones interpoladas de los modelos GFDL, UKMET (con control de calidad aplicado al rastreador de ciclones), NOGAPS de la Marina de los Estados Unidos y GFS. La versión del GUNA con los sesgos del modelo corregidos se conoce como CGUN.  El consenso TCON es el consenso GUNA más el modelo HWRF y su  versión corregida se conoce como TCCN  Una media retardada de las dos últimas ejecuciones de los miembros del TCON más el modelo ECMWF se conoce como consenso TVCN y su versión corregida es el consenso TVCC.
A principios de 2013, el NAVGEM sustituyó al NOGAPS como principal modelo operativo de pronóstico global de la Armada. Para la temporada de 2013, y hasta que se verificara el modelo, no se estaría utilizando en el desarrollo de ningún pronóstico de consenso.
Para el pronóstico de la intensidad, la combinación de los modelos LGEM, GFDL interpolado, HWRF interpolado y DSHIPS se conoce como consenso ICON.  La media retardada de las dos últimas ejecuciones de los modelos dentro del consenso ICON se denomina consenso IVCN. En el Pacífico noroccidental y el hemisferio sur, se forma un consenso STIPS de diez miembros a partir de los resultados del NOGAPS, GFS, el GSM japonés, el Sistema de Predicción a Mesoescala Acoplado Océano/Atmósfera (COAMPS; Coupled Ocean/Atmosphere Mesoscale Prediction System), el UKMET, el TYM japonés, el GFDL con condiciones de contorno del NOGAPS, el modelo  de la Agencia Meteorológica de las Fuerzas Aéreas (AFWA; Air Force Weather Agency), el Sistema Australiano de Predicción de Ciclones Tropicales de Área Local y el Modelo Barotrópico Weber.

## Métodos de conjunto
Ningún modelo es nunca perfectamente exacto porque es imposible aprender absolutamente todo sobre la atmósfera con la suficiente antelación y las mediciones atmosféricas que se toman no son completamente exactas. El uso del método conjunto de pronóstico, ya sea un conjunto multimodelo, o numerosos miembros del conjunto basados en el modelo global, ayuda a definir la incertidumbre y a limitar aún más los errores.
Desde febrero de 2008, el JMA elabora un sistema de pronóstico conjunto de tifones basado en 11 miembros, denominado Sistema de Pronóstico Conjunto de Tifones (TEPS; Typhoon Ensemble Prediction System), que se ejecuta con una antelación de 132 horas. Utiliza una versión de menor resolución (con mayor espaciado de cuadrícula) de su GSM, con diez miembros perturbados y un miembro no perturbado.  El sistema reduce los errores en una media de 40 km cinco días en el futuro en comparación con su GSM de mayor resolución.
El Superconjunto del Estado de Florida (FSSE; Florida State Super Ensemble) se elabora a partir de un conjunto de modelos que luego utilizan ecuaciones de regresión estadística desarrolladas a lo largo de una fase de entrenamiento para reducir sus sesgos, lo que produce mejores pronósticos que los modelos que lo integran su solución media. Utiliza once modelos globales, entre ellos el Modelo Unificado, el GFS, el NOGAPS, el NOGAPS de la Marina de los Estados Unidos, el modelo del Centro de Investigación de la Oficina de Meteorología de Australia (BMRC; Bureau of Meteorology Research Centre), el modelo canadiense Investigación en Previsión Numérica (RPN; Recherche en Prévision Numérique) y cinco modelos desarrollados en la Universidad del Estado de Florida.  Muestra una habilidad significativa en las predicciones de trayectoria, intensidad y precipitaciones de ciclones tropicales.
El Enfoque Sistemático Apoyo a las Previsiones (SAFA; Systematic Approach Forecast Aid) fue desarrollado por el Centro Conjunto de Advertencia de Tifones para crear un pronóstico de consenso selectivo que eliminara los pronósticos más erróneos en un plazo de 72 horas utilizando el modelo NOGAPS de la Marina de los Estados Unidos, el GFDL, los modelos globales y de tifones de la Agencia Meteorológica de Japón, así como el UKMET.  Todos los modelos mejoraron durante los cinco años de historia del SAFA y la eliminación de los pronósticos erróneos resultó difícil en las operaciones.

## Teoría de las manchas solares
Un informe de 2010 correlaciona una baja actividad de las manchas solares con una alta actividad de huracanes. Analizando los datos históricos, había un 25 % de probabilidades de que al menos un huracán azotara el territorio continental de Estados Unidos durante un año de máxima actividad de manchas solares y un 64 % de probabilidades durante un año de baja actividad de manchas solares. En junio de 2010, los pronosticadores de huracanes en EE. UU. no utilizaron esta información.

## Precisión del modelo de pronóstico de huracanes
La precisión de los modelos de pronóstico de huracanes puede variar significativamente de una tormenta a otra. Para algunas tormentas los factores que afectan a la trayectoria del huracán son relativamente sencillos, y los modelos no sólo son precisos sino que producen pronósticos similares, mientras que para otras tormentas los factores que afectan a la trayectoria del huracán son más complejos y diferentes modelos producen pronósticos muy diferentes.